# 軟骨
軟骨（なんこつ、仏: 英: cartilage、独: Knorpel）は、軟骨細胞とそれを取り囲む基質からなる結合組織である。組織中には血管、神経、リンパ管が見られない。弾力性があり、脊椎動物に比較的発達している。

## 系統進化
系統進化的には、かつては初期の脊椎動物は軟骨構造の骨格を持ち（軟骨魚類）、後に硬骨構造の骨格へと発展（硬骨魚類）していったと考えられた。事実、軟骨魚類は、鰓の構造や皮膚の構造、アンモニア代謝の仕組み、骨格（軟骨でできた骨格）など多くの点で、硬骨魚類よりも原始的な特徴を持つ。
ただし、軟骨魚類よりも古い脊椎動物である板皮類では、すでに体表に甲皮（皮骨）を発達させており、骨の起原は軟骨魚が現れるよりも前にあることになる。このことは骨の発生様式を二つに分けることで整理でき、膜性骨（直接骨化）の起原は軟骨よりも前または同時期であり、軟骨性骨（間接骨化）はその後と考えることで解決する。すなわち、現在の軟骨魚綱として繁栄しているサメやエイなどの前に、板皮類などがいて、その表面を覆っていた皮骨を退化させ、内部の軟骨のみを進化させた生物が軟骨魚綱であり、その分岐付近の祖先動物から、体幹骨の軟骨を骨化（軟骨性骨化）することができる硬骨魚類が進化してきたという考えが現在の主流となっている。

## 組織学的構造
軟骨は、結合組織に分類され、豊富な細胞外基質と、その中に点在する軟骨細胞が特徴的である。
軟骨における細胞外基質を、軟骨基質という。軟骨基質の主成分は、コンドロイチン硫酸などのプロテオグリカンである。コンドロイチン硫酸は大量の陰電荷を持っており、ナトリウムイオンを引きつける。この時、ナトリウムの水和水が一緒に寄ってくる。このような仕組みで、軟骨は豊富な水分を含んでいる。
軟骨細胞は、軟骨基質の中の軟骨小腔と呼ばれる穴の中に入っている。軟骨細胞は、線維芽細胞系の軟骨芽細胞から分化する。分裂直後の軟骨細胞は密集しているが、周囲に軟骨基質を分泌するにつれて隙間が開いていく。そのため、完成した軟骨では、一つの軟骨小腔には多くとも
2、3個の細胞しか入っていない。
軟骨全体は、軟骨膜によって包まれるのが普通である（例外：関節軟骨）。血管は軟骨の中には侵入せず、軟骨細胞は、組織液を介した拡散によって酸素や養分を受け取り不要物を排出する。

## 種類
軟骨は、軟骨基質の成分によっていくつかの種類に分けられ、それぞれ力学的特性が異なる。
硝子軟骨最も一般的に見られる軟骨で、関節面を覆う関節軟骨、気管を潰れないように囲っている気管軟骨と甲状軟骨、胸郭の可動部分となる肋軟骨などがある。均質無構造であり、半透明であり、生涯見られる軟骨であるため永久軟骨という。一方、哺乳類の胎児期においては、全身の骨格が硝子軟骨として現れ、これが骨に置換されていく事が知られており、出生後も成長期においては、全身の長骨に骨端軟骨（成長軟骨）とよばれる一時軟骨の層があり、これが成長に合わせて骨に置換され続ける。このように軟骨が大まかな形をつくり、それが硬骨に置換される様式を軟骨性骨化という。
線維軟骨椎間円板、恥骨結合、関節半月などに見られる。また、通常関節でも、関節包と関節軟骨の移行部に見られる。いずれも永久軟骨である。軟骨基質にコラーゲンを多く含むのが特徴で、このため、軟骨としては固く、強い圧力に耐えることができる。なお、顎関節に見られる関節円板は線維軟骨組織とされることがあるが、正しくは規則性密性結合組織であって、靱帯や腱などの構造に近く、その中に軟骨成分は見られない。
弾性軟骨耳介軟骨や、嚥下時に食物が気管に入らないように蓋をする喉頭蓋の軟骨などが該当する。いずれも永久軟骨である。軟骨基質は、弾性線維を多く含むため、硝子軟骨や線維軟骨と比べ、柔軟でかつ弾力がある。

## 食材としての軟骨
ニワトリの胸（やげん）やひざの軟骨、ブタの耳（ミミガー）やあばらの軟骨（パイカ）、ウシの喉の軟骨（ウルテ、ウタゴエ）、イカの軟骨などは食用に供される。いずれもコリコリとした食感が特徴で、酒のつまみに好まれる。
- 北海道、青森県および岩手県の沿岸部、新潟県の郷土料理「氷頭なます」 - サケの鼻先の軟骨（氷頭）を使用したなます。
- エイ（カスベ）の煮付け、エイヒレ。
- クジラの上あご（鼻筋）にある軟骨（蕪骨）を粕漬にしたものは、長崎県や佐賀県で『松浦漬』『玄海漬』などの商品として販売されている。
- 梅水晶 - サメの軟骨を用いた和え物。